# 亨達集團
亨達國際控股有限公司，簡稱亨達國際控股，以及亨達國際（英語：Hantec Investment Holdings Limited，港交所除牌時0111.HK），1990年由鄧予立創立，總部位於香港皇后大道中183號中遠大廈4609-4614室。
主要業務經營外匯、貴金屬及期貨交易等，曾經營證券經紀業。

## 連結
- Hantecgroup.com （页面存档备份，存于）
- Hantec.com （页面存档备份，存于）